# Jean de Ganay
Pour les articles homonymes, voir Familles de Ganay.
 (septembre 2011).
Jean de Ganay, né vers 1455 dans le comté de Charolais, et mort à Blois en mai 1512, est un ambassadeur, chancelier du royaume de Naples sous Charles VIII, et chancelier de France sous Louis XII.

## Sa famille

Blason des Ganay. D'or à l'aigle mornée de sable

Il appartient à une famille originaire du Nivernais, fixée en Bourgogne dès le XVe siècle. Une de ses branches s'établit en Beauvoisis.
Son père est Guillaume de Ganay, seigneur de la Tour, marié avec Catherine Rapioust (fille de Jehan Rapioust, conseiller et avocat du roi).
Son grand-père, Guichard de Ganay, est seigneur de Savigny en Charolais. Guichard de Ganay, conseiller du duc de Bourgogne, en 1423, est chef de la branche aînée, dont sont sorties trois autres branches. Il est également juge du pays et comté de Charolais, chevalier d'honneur des ducs de Bourgogne. Son père, Guillaume de Ganay († 1483), est seigneur de la Tour de Savigny et conseiller du duc de Bourgogne (jusqu'en 1480). Il vient au Parlement de Paris comme avocat, en 1461. Louis XI de France le fait avocat du roi, c'est-à-dire avocat-général au Parlement de Paris.
Son frère, Germain de Ganay († 8 mars 1520), conseiller clerc au parlement de Paris en 1485, devient doyen du chapitre de la cathédrale de Beauvais, évêque désigné de Cahors en 1509, puis d’Orléans en 1512.
Sa tante, Marie de Ganay, mariée à Étienne de Montholon, est la grand-mère de François de Montholon, garde des sceaux et Premier Président du Parlement de Paris.

## Biographie

### Sous le règne de Charles VIII de France (1483-1498)
Jean de Ganay est seigneur de Persan, terre qu'il acquiert de Jean de Vienne, seigneur de Listenois, le 20 mars 1490. Il est aussi seigneur de La Bussière, près de Gien, Belmont et Montauglan.
Jean de Ganay est d'abord avocat au Parlement de Paris en 1478, puis conseiller à la cour des aides le 30 octobre 1481. Il est conseiller au Parlement de Paris, reçu Quatrième président au Parlement de Paris, le 17 juin 1490.
Jean de Ganay conseille au roi de conquérir le royaume de Naples, faisant valoir des droits que les derniers princes de la maison d'Anjou ont légués à sa famille. Le roi envoie Jean de Ganay comme ambassadeur auprès du pape Alexandre VI, accompagné du sire de La Trémoille.
À la mort du roi Ferdinand Ier de Naples, en 1494, Charles VIII prend le titre de roi de Naples et de Jérusalem et pénètre en Italie. C'est le début de la première guerre d'Italie (1494-1497). Jean de Ganay accompagne Charles VIII de France au royaume de Naples, dès le début de la guerre. Cette mission diplomatique échoue. Mais, sans aucune résistance, les Français entrent à Florence en novembre. Jean de Ganay retourne voir le pape, le 26 décembre 1494, accompagnant le maréchal de France, Pierre de Rohan-Gié et Étienne de Vesc, sénéchal de Beaucaire.

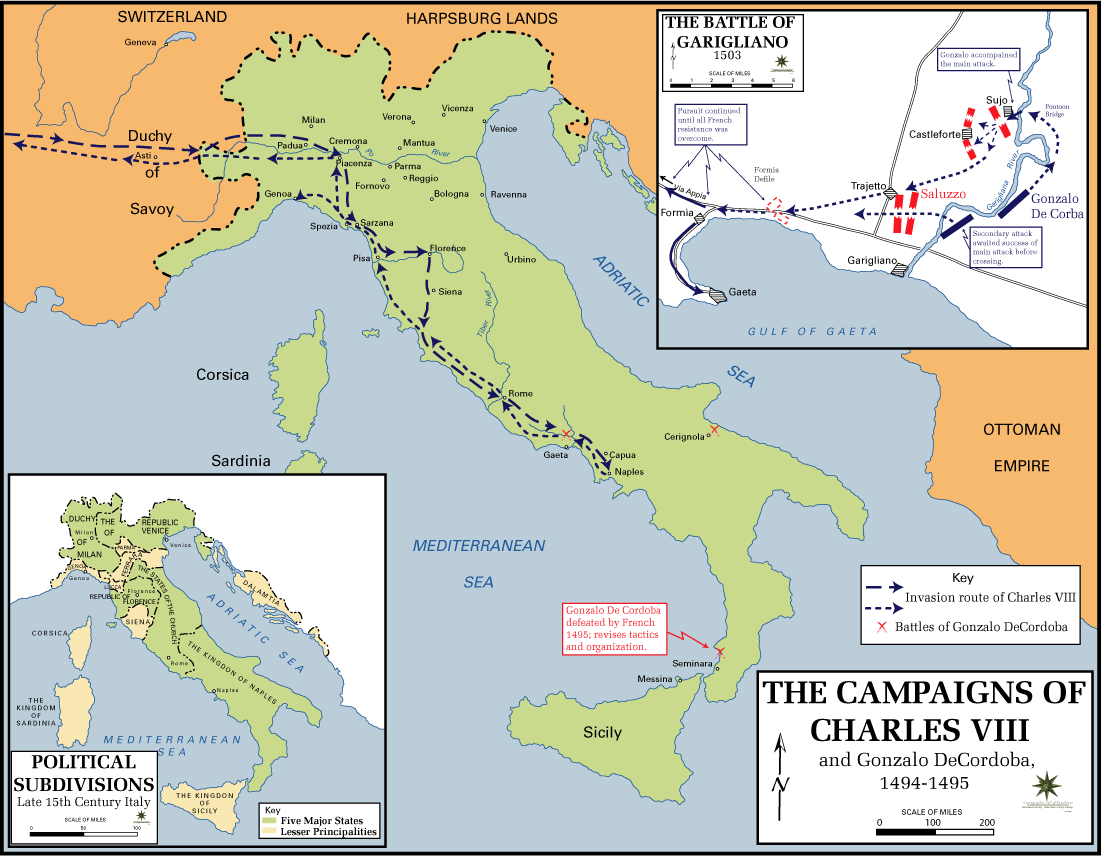
La première guerre d'Italie.

Les troupes françaises entrent triomphalement dans Rome. Ils sont à Naples en février 1495. Jean de Ganay est nommé chancelier du royaume de Naples.
Cependant, en mars 1495, sous l'impulsion de Ferdinand II d'Aragon et du pape Alexandre VI, se constitue la ligue de Venise, une alliance quasi générale contre la France.
Le retour en France de Charles VIII est périlleux. Il parvient cependant à franchir l'Apennin, et remporte de justesse une victoire à la bataille de Fornoue. Il réussit à échapper à ses ennemis.
Louis d'Orléans évacue Novare et renonce au duché de Milan. Début 1497, l'armée française restée à Naples capitule devant le capitaine espagnol Gonzalve de Cordoue, dit le Grand Capitaine.
Jean de Ganay est du nombre de ceux qui négocient la paix avec le duc de Milan et les autres princes d'Italie.

### Sous le règne de Louis XII de France (1498-1515)
Louis XII de France le nomme Premier président du Parlement de Paris, en 1505.
Par la suite, le roi le désigne garde des sceaux, et chancelier de France le 31 janvier 1507, ; Les armes du chancelier Jean de Ganay se blasonnent ainsi : D'argent, à la fasce de gueules, chargé de trois roses d'or, accostées de deux coquilles du même.
Il assiste en cette qualité, en 1508, à l'acte de serment fait par le roi pour respecter le traité de Cambrai.
Budé, la même année, dédie au chancelier de Ganay ses Annotations sur les vingt-quatre premiers livres des Pandectes qu'il améliorera plus tard d'après les conseils du savant italien Andrea Alciato.
En septembre 1510, Jean de Ganay préside le concile de Tours qui essaie de régler le différend entre le pape Jules II et Louis XII de France. Louis XII commence la lutte contre Jules II en suscitant contre lui toute une campagne de pamphlets et convoque le concile de Pise, destiné à destituer le pape.

### Mort
Jean de Ganay meurt à Blois en mai, et est inhumé le 4 juin 1512 dans la chapelle de Saint-Merry], à Paris, où il avait fait faire par David Ghirlandaio une mosaïque, qui est aujourd'hui conservée au musée de Cluny.

### Descendance
Jean de Ganay n'a pas eu d'enfants de sa femme Jeanne Boilesve, dame de Chauvry et de La Basse-Forêt de Montmorency, fille de Mesmin Boilesve, général des finances et de Marguerite de Louviers.